# روزا مينديز
ميلينا ليتيسيا روكا (ولدت في 25 أكتوبر 1979) المشهورة باسم الحلبة روزا مينديز هي مصارعة محترفة وعارضة أزياء كندية.

## وصلات خارجية
- روزا مينديز على موقع دبليو دبليو إي (الإنجليزية)
- روزا مينديز على موقع CageMatch worker (الإنجليزية)
- روزا مينديز على موقع قاعدة بيانات المصارعة على الإنترنت (الإنجليزية)
- روزا مينديز على موقع عالم المصارعة على الإنترنت (الإنجليزية)
- روزا مينديز على موقع عالم المصارعة على الإنترنت (الإنجليزية)

- الموقع الرسمي
- روزا مينديز على موقع IMDb (الإنجليزية)
- روزا مينديز على موقع قاعدة بيانات الفيلم (الإنجليزية)
- الملف الشخصي
- الملف الشخصي